# Колесников, Владислав Сергеевич
Владисла́в Серге́евич Коле́сников (род. 27 июля 1984, Усть-Каменогорск, Казахская ССР) — казахстанский хоккеист, защитник. В настоящее время является игроком кокшетауского «Арлана», выступающего в ОЧРК.

## Биография
Воспитанник усть-каменогорского хоккея. Основная часть карьеры проведена в Усть-Каменогорске в составе ХК «Казцинк-Торпедо». Выступал за молодёжные сборные Казахстана на чемпионатах мира. Провел 2 чемпионата мира в группе В. На чемпионате мира 2012 года провел 7 игр.